# Гарбце
Гарбце (пол. Garbce) — село в Польщі, у гміні Жміґруд Тшебницького повіту Нижньосілезького воєводства.
Населення — 255 осіб (2011).
У 1975-1998 роках село належало до Вроцлавського воєводства.

## Демографія
Демографічна структура станом на 31 березня 2011 року:
|          | Загалом | Допрацездатний вік | Працездатний вік | Постпрацездатний вік |
| -------- | ------- | ------------------ | ---------------- | -------------------- |
| Чоловіки | 118     | 22                 | 88               | 8                    |
| Жінки    | 137     | 33                 | 71               | 33                   |
| Разом    | 255     | 55                 | 159              | 41                   |